# Giulia Follina
Giulia Follina (* 4. August 1950 in Hamburg) ist eine deutsch-italienische Schauspielerin und Synchronsprecherin.

## Leben
Die Tochter einer Deutschen und eines Italieners wurde bereits als Kleinkind entdeckt und für die Rolle der kleinen Bärbel in der Familienserie Familie Schölermann, der ersten Fernsehserie des deutschen Fernsehens überhaupt, erstmals vor die Kamera geholt. Die in Hamburg geborene und aufgewachsene Follina erhielt daraufhin als Elfjährige vom Hamburger Produzenten Gyula Trebitsch die Rolle der kleinen Nicky in der in der Hansestadt gedrehten Komödie Der Lügner, in der Heinz Rühmann den Titelhelden und ihren Vater verkörperte, der ihr, zum vermeintlichen Wohle und Schutze seiner Tochter, ständig Lügengeschichten erzählt. Dort wie auch in einigen anderen frühen Film- und Fernsehrollen Follinas wurde ihr Vorname in den Vorspännen in Julia eingedeutscht.
Bis kurz vor ihrem Schulabschluss trat die attraktive, dunkelhaarige Gymnasiastin, die eigentlich Modezeichnerin werden wollte, nur noch sporadisch vor die Kamera. Erst mit 16 Jahren begann Giulia Follina den Schauspielberuf professionell auszuüben. Zu Beginn der 1970er Jahre schien ihre Karriere Gestalt anzunehmen, als sie die Titelrolle in der Kinoproduktion Fräulein von Stradonitz in memoriam erhielt. Gleich im Anschluss daran spielte sie die jugendliche Mutter Siggi, die in dem sozialrealistischen, von der Kritik gelobten Ruhrpott-Zeitbild Zoff zwischen zwei Männer (Jürgen Prochnow, Claus Theo Gärtner) gerät.
Dennoch stagnierte seitdem ihre Fernsehkarriere, in einer Reihe von Fernsehserien gab sie Gastspiele. Nebenbei arbeitet Giulia Follina auch als Synchronsprecherin. So war sie beispielsweise die deutsche Stimme der Staatsanwältin Laura Michaels in der US-Fernsehserie New York Cops – NYPD Blue.
Auf der Bühne konnte man sie in einer Fülle von klassischen Stücken sehen, darunter Die Räuber, Herr Puntila und sein Knecht Matti, Wassa Tschelesnova, Und Budda lacht, Wie es euch gefällt, Der Geizige und Der eingebildete Kranke. Mehrfach spielte sie unter der Regie von Karl Paryla und Jörg Pleva, ihrem langjährigen Lebensgefährten, mit dem sie einen Sohn (Anton Pleva) hat.

## Filmografie (Auswahl)
- 1954–1960: Familie Schölermann (TV-Serie)
- 1961: Der Lügner
- 1964: Asmodée (TV)
- 1968: Kinder des Schattens (TV)
- 1969: Die Dubrow-Krise (TV)
- 1969: Vorortzug (TV)
- 1969: Abschied von Olga (TV)
- 1970: Fräulein von Stradonitz in memoriam
- 1971: Tatort: Blechschaden
- 1971: Zoff
- 1971: Hamburg Transit (TV-Serie, eine Folge)
- 1972: Wir 13 sind 17 (TV)
- 1972: Das Geheimnis der alten Mamsell (TV)
- 1973: Tod auf der Themse (TV)
- 1973: Die Wohngenossin (TV)
- 1974: Frühling auf Immenhof
- 1976: Charleys Tante (TV)
- 1977: Ein Tisch zu viert (TV)
- 1977: Hamlet (TV)
- 1979: Jahreszeiten der Liebe (TV)
- 1979: Die wilde Flamme (TV)
- 1979: Nachbarn und andere nette Menschen (TV)
- 1979: Zimmer frei – UNO-Nähe (TV)
- 1983: SOKO 5113 (TV-Serie, zwei Folgen)
- 1984 Tiere und Menschen (TV-Serie)
- 1987: Irrtum inbegriffen (TV)
- 1990–1994: Unsere Hagenbecks (TV-Serie)
- 1991: Großstadtrevier (TV-Serie, zwei Folgen)
- 1993: Freunde fürs Leben (TV-Serie, zwei Folgen)
- 1994: Großmutters Courage (TV)
- 1995: Zwischen Tag und Nacht (TV)
- 1996/1997: Schweinesand -- Eine Insel voller Geheimnisse
- 2001: Die Rettungsflieger (TV-Serie, eine Folge)
- 2004: Up in Smoke